# Dombeya burgessiae
Dombeya burgessiae es una especie de planta perteneciente a la familia Malvaceae. Es originaria de África. 

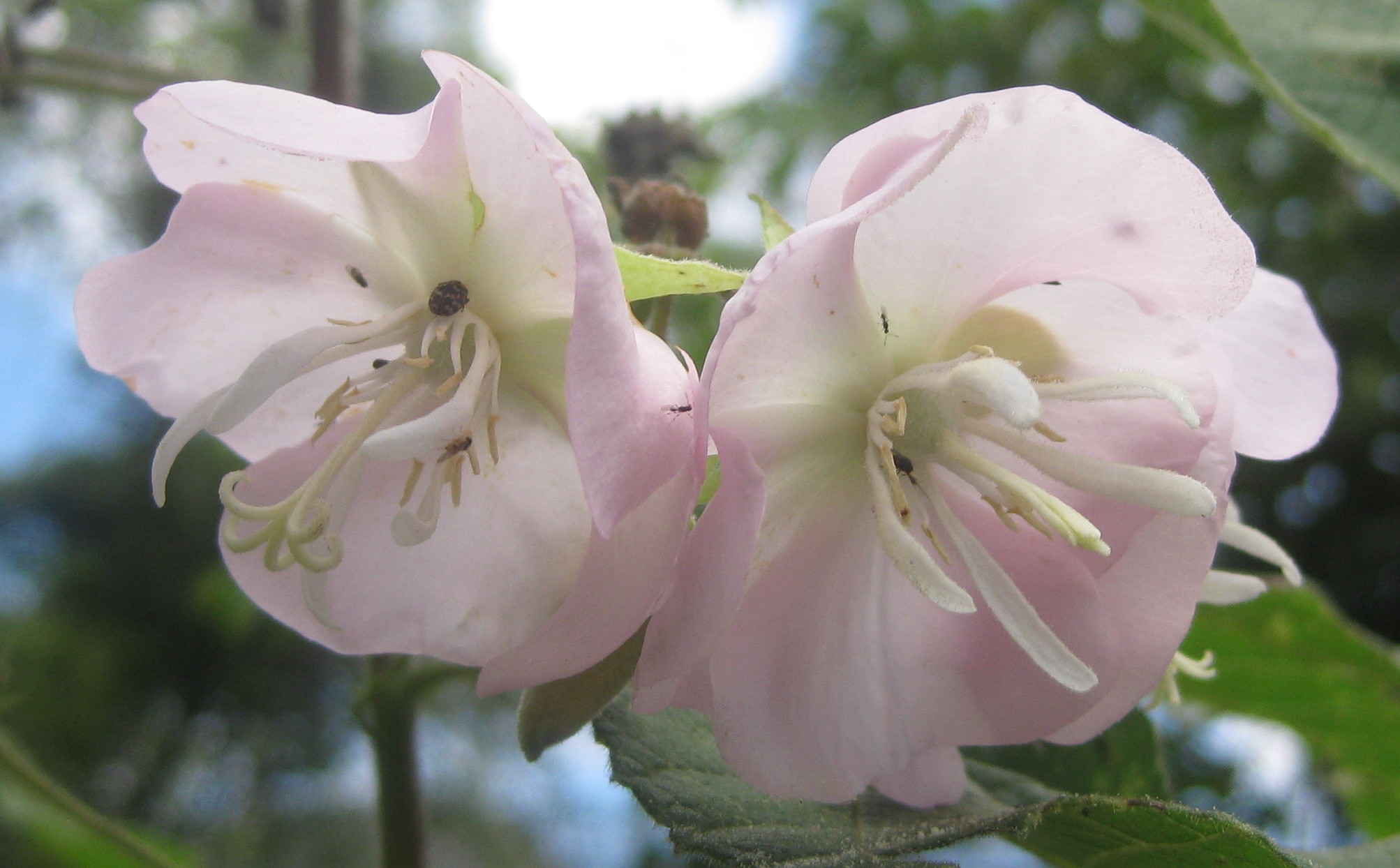
Inflorescencia

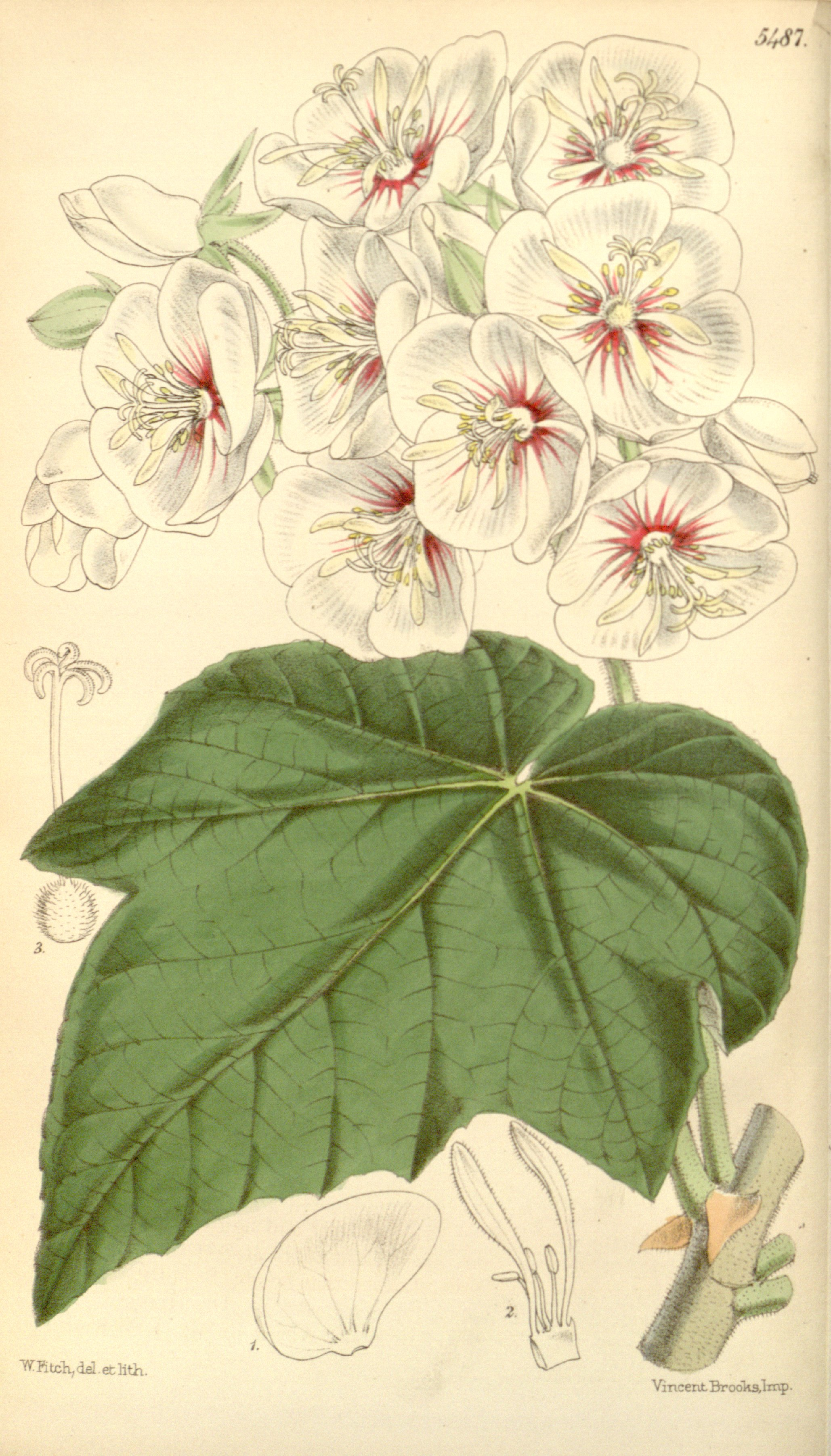
Ilustración

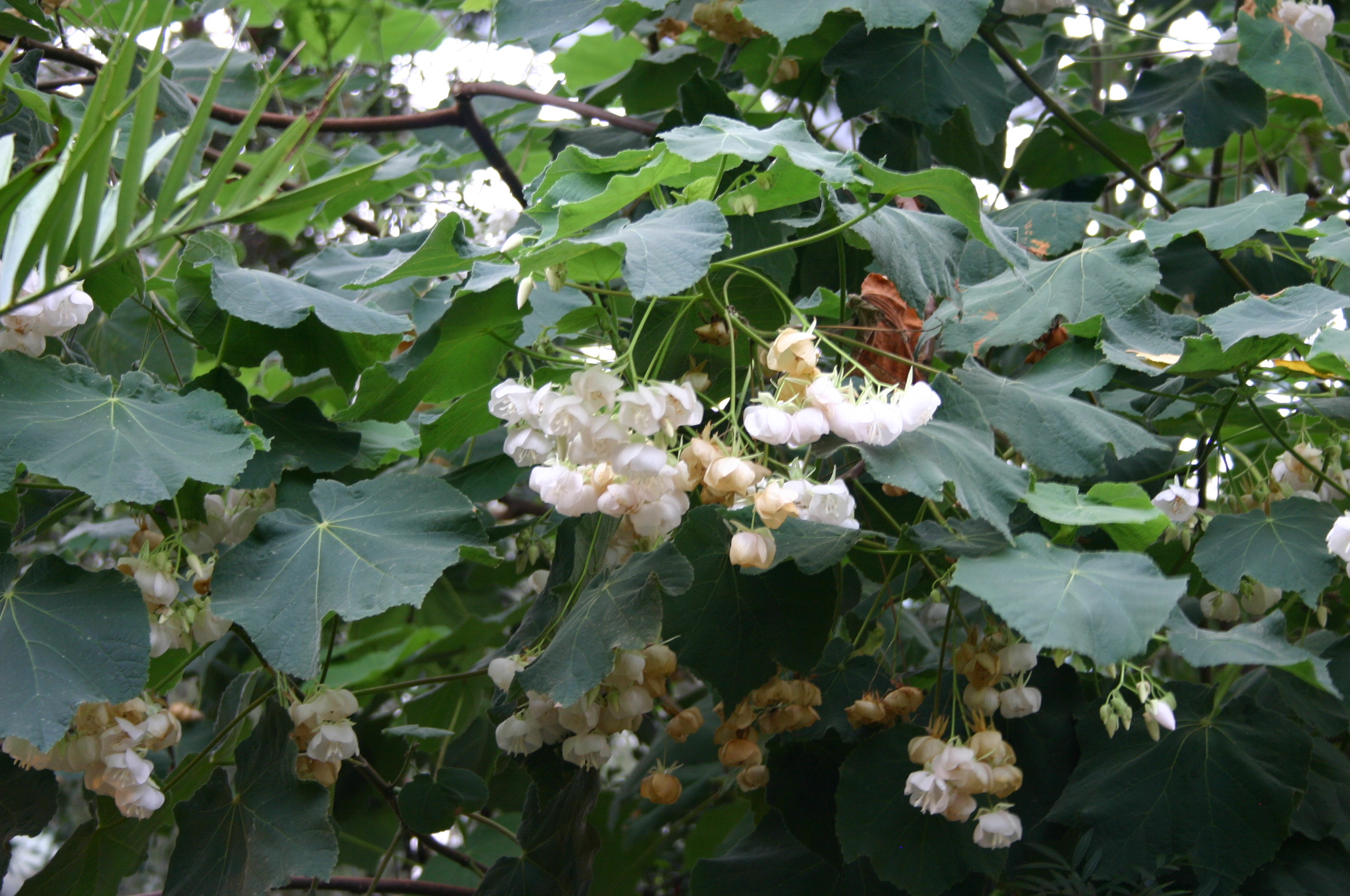
Planta con flores

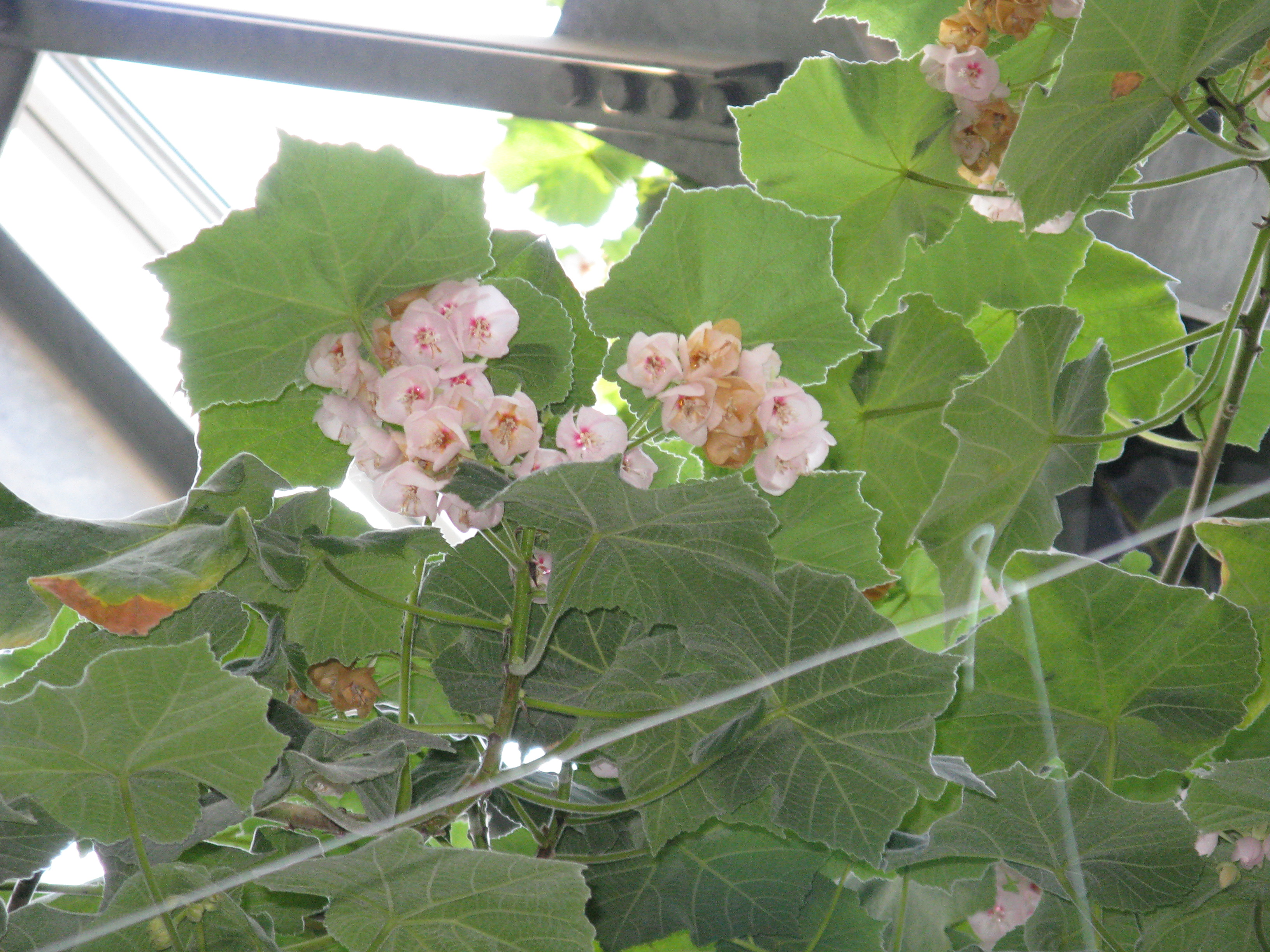
Planta con flores

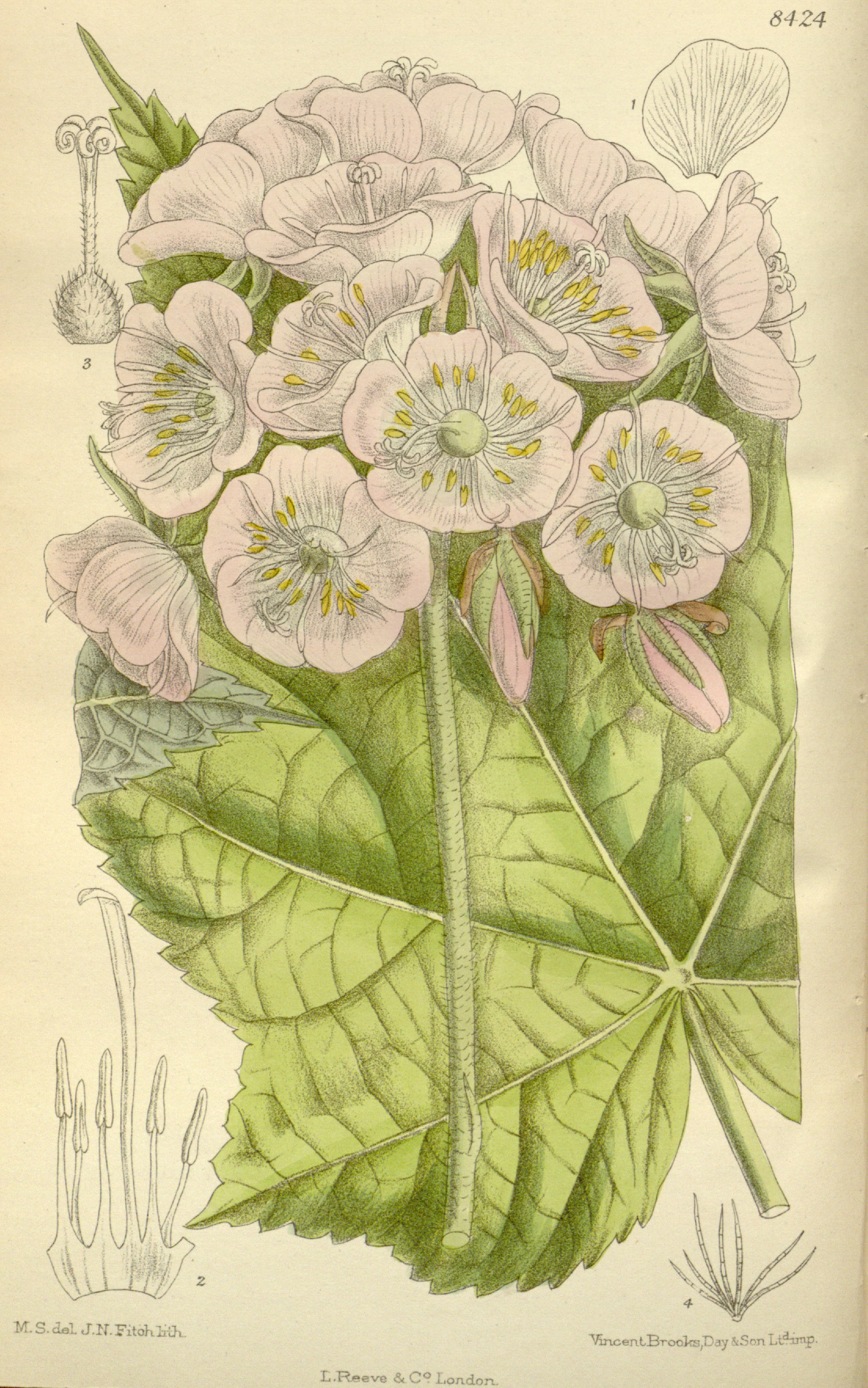
Ilustración

## Descripción
Es un arbusto que alcanza los  4 m de altura, con ramificación muy baja, los tallos con una corteza de color marrón, densamente vellosas cuando jóvenes con los pelos estrellados. La lámina de la hoja de hasta 18 × 18 cm, de manera muy amplia ovado-cordada, entera o crenada, sin lóbulos o más generalmente con 3 a 5 lóbulos, con lóbulos cerrados o acuminados, vellosos a poco pubescentes en ambas superficies. La inflorescencia con muchas flores (rara vez de pocas flores), se produce en cimas axilares corimbosas. Los pétalos de color blanco con pautas rosas  o rosa, asimétricamente obovados. Las semillas de  color marrón oscuro, elipsoide, de hasta 4 por lóculo.

## Distribución y hábitat
Se encuentra en los márgenes de los bosques o en el bosque donde hay una humedad por encima de la media, y un cierto grado de sombra. Se distribuye por Malaui, Mozambique, Zimbabue, Uganda, Kenia, Sudáfrica, Suazilandia y Tanzania.

## Taxonomía
Dombeya burgessiae fue descrita por William Tyrer Gerrard y tanto publicado como validado por William Henry Harvey en Flora Capensis 2: 590, en 1862.
Etimología
Dombeya: nombre genérico que fue nombrado por Joseph Dombey (1742-1794), un botánico y explorador francés en América del Sur, que participó en la Expedición Botánica al Virreinato del Perú (1777-1788), la cual abandonó por discrepancias con su director Hipólito Ruiz y embrolló a los científicos y los gobiernos de Francia, España e Inglaterra durante más de dos años.
burgessiae: epíteto
Sinonimia
| - Assonia burgessiae (Gerrard ex Harv.) Kuntze - Assonia calantha Stuntz - Assonia sparmannioides Hiern - Dombeya angulata Mast. - Dombeya antunesii Exell & Mendonça - Dombeya auriculata K.Schum. - Dombeya burgessiae var. crenulata Szyszył. - Dombeya burttii Exell - Dombeya calantha K.Schum. - Dombeya concinna K.Schum. - Dombeya dawei Sprague - Dombeya endlichii Engl. & K.Krause - Dombeya gamwelliae Exell - Dombeya globiflora Staner - Dombeya greenwayi Wild - Dombeya johnstonii Baker - Dombeya kindtiana De Wild. - Dombeya lasiostylis K.Schum. - Dombeya mastersii Hook.f. - Dombeya nairobensis Engl. - Dombeya nyasica Exell - Dombeya parvifolia K.Schum. - Dombeya platypoda K.Schum. - Dombeya rosea Baker f. - Dombeya sparmannioides (Hiern) K.Schum. - Dombeya sphaerantha Gilli - Dombeya tanganyikensis Baker - Dombeya trichoclada Mildbr. - Dombeya velutina De Wild. & Staner |